# Museum van de Geest
Museum van de Geest is een museum in de Noord-Hollandse stad Haarlem met een kunstdependance in Amsterdam. Het museum richt zich op de werking van de menselijke geest en de geschiedenis van de psychiatrie. Het werd in 2022 uitgeroepen tot Europees Museum van het jaar.

## Museum
In 2002 werd het museum opgericht onder de naam Het Dolhuys. Het is gevestigd in een voormalig leproos-, pest- en dolhuis aan de Schotersingel. Dit was een initiatief van vier psychiatrische ziekenhuizen: GGZ Noord-Holland-Noord, GGZ inGeest, Arkin en Parnassia Groep, de zogeheten ‘Founding Fathers’. Zij stelden zich financieel garant en voegden hun historische collecties samen in een nieuw museum. Door hun grote betrokkenheid opende het museum in 2005 zijn deuren voor het publiek en kon het een stem geven aan verhalen die tot dan toe niet werden gehoord.
Het Museum van de Geest | Dolhuys is een zogenoemd belevingsmuseum: het gaat niet om de verzameling voorwerpen, maar om persoonlijke ervaringen en verhalen. Het museum geeft daarnaast een overzicht van hoe er door de eeuwen heen met 'gekte' werd omgegaan. Naast de vaste tentoonstelling zijn er wisselende exposities. Bezoekers kunnen zichzelf testen: 'Hoe normaal ben jij?'. Een onderdeel van het museum zijn de cellen voor de 'dollen' (uit de 16e eeuw), die nog volledig intact zijn.
In 2024 luidde het al sinds 2019 verlieslijdende museum de noodklok, omdat er acute geldnood was ontstaan en geen van de aangevraagde structurele cultuursubsidies was toegekend.

## Collectie
De collectie is bijeengebracht door de vier deelnemende psychiatrische instellingen. Naast oude therapeutische gebruiksvoorwerpen omvat de collectie 20.000 afbeeldingen, de historische bibliotheek met 7.000 titels en de mediatheek met 750 banden en films.
Het museum heeft sinds de oprichting een groeiende collectie van 1700 kunstwerken van 120 art brutkunstenaars opgebouwd, waaronder een aantal belangrijke werken van Willem van Genk en Anton Heyboer.

## Outsider Art in Hermitage
De Outsider Art collectie wordt in wisselexposities tentoongesteld. Sinds 2016 werd hiervoor ruimte gevonden in de Hermitage Amsterdam (sinds 2023 het H'ART Museum), bij aanvang onder de naam Outsider Art Museum, sinds 2020 zijn de musea verder gegaan onder de naam Museum van de Geest.

## Prijzen
- In 2005 won het museum de Nederlandse Design Prijs in de categorie 'Exhibition & Experience Design'.
- In 2007 kreeg het een eervolle vermelding bij 'European Museum of the Year Award'.
- In 2022 werd deze laatste prijs aan het museum toegekend.[1]